# Phthiraptera
Phthiraptera je monofyletická skupina sdružující parazitické skupiny pisivek (Psocoptera) – vši (Anoplura), luptouše (Amblycera), péřovky (Ischnocera) a všiváky (Rhynchophthirina). Český název pro taxon nebyl zaveden.
Tradičně byli luptouši, péřovky a všiváci klasifikováni společně jako samostatný (rovněž polyfyletický) řád hmyzu zvaný všenky (Mallophaga), status samostatného řádu měly také vši (Anoplura). Později byly všechny čtyři skupiny sloučeny do řádu Phthiraptera. Moderní fylogenetické postupy však ukázaly, že vši, luptouši, péřovky a všiváci jsou ve skutečnosti skupiny pisivek (Psocopetra), jejichž tělní stavba je silně pozměněná přizpůsobením se na parazitický způsob života.
Na celém světě existuje více než 3000 druhů.

## Popis
Phthiraptera je velmi malý hmyz, který je sekundárně bezkřídlý (křídla u něj zmizela přizpůsobením parazitickému způsobu života). Parazitují na ptácích a savcích.